# Stadtsparkasse Porta Westfalica
Die Stadtsparkasse Porta Westfalica war eine Sparkasse in Nordrhein-Westfalen mit Sitz in Porta Westfalica und war eine Anstalt des öffentlichen Rechts. Zum 1. Januar 2018 fusionierte sie mit der Stadtsparkasse Bad Oeynhausen.

## Geschäftsgebiet und Träger
Das Geschäftsgebiet der Stadtsparkasse Porta Westfalica umfasste die Stadt Porta Westfalica im Kreis Minden-Lübbecke, welche auch Trägerin der Sparkasse war.

## Geschäftszahlen
Die Stadtsparkasse Porta Westfalica wies im Geschäftsjahr 2017 eine Bilanzsumme von 485,3 Mio. Euro aus und verfügte über Kundeneinlagen von 361,86 Mio. Euro. Gemäß der Sparkassenrangliste 2017 lag sie nach Bilanzsumme auf Rang 364. Sie unterhielt 8 Filialen/SB-Standorte und beschäftigt 99 Mitarbeiter.